# 萨尔塔诺夫卡农村居民点
萨尔塔诺夫卡农村居民点（俄语：Салтановское сельское поселение）是俄罗斯联邦布良斯克州纳夫利亚区所属的一个农村居民点。其下辖有3个居民点，行政中心为萨尔塔诺夫卡。据2015年统计，该农村居民点的人口为985人。